# Purushartha
En el hinduismo, los purushartha son los cuatro objetivos de la vida de un individuo para poder alcanzar la liberación.
En letra devanagarí se escribe पुरुष-अर्थ (puruṣa-artha).
Estos cuatro objetivos de la vida (dharma, artha, kāma, y moksha) aparecen mencionados en los Dharma Shāstras (escrituras sagradas acerca de la religión).

## Descripción
Los objetivos de la vida son:
- Dharma (‘deber religioso’, que naturalmente produce riquezas)
- Artha (‘riquezas’, que permiten conseguir todos los placeres de la vida)
- Kāma (‘placer’, que produce hartazgo y deseo de liberación)
- Moksha (hinduismo) (‘liberación’ del ciclo de la reencarnación)

Históricamente, el padre de familia tenía que conseguir los primeros tres objetivos (dharma, artha y kama). El cuarto objetivo (moksha), era para los más avanzados espiritualmente.
En la tradición viva, la noción de los cuatro purushartha representa una aproximación holística a la satisfacción de las necesidades físicas, emocionales y espirituales.

## Correspondencia popular
Según la creencia popular, habría una correspondencia entre estos cuatro objetivos, y las cuatro áshram (etapas en la vida de un individuo de acuerdo a la tradición hindú, y asociadas comúnmente a los brahmanes) y a las cuatro varnas (castas del sistema social hinduista).
Las cuatro áshram son:
1. Brahmacharya (estudiante célibe),
2. Grihastha (vida de casado)
3. Vanaprastha (retiro al bosque) y
4. Sannyasa (completa renunciación)

Las cuatro varnas (castas) o clases sociales son:
1. Bráhmaná (maestros y sacerdotes)
2. Kshatriya (administradores y soldados)
3. Vaishya (agricultores y comerciantes)
4. Shudrá (artesanos y obreros).

Estos son los 4 tipos naturales de seres humanos clasificados de acuerdo al tipo de trabajo que ellos son elegibles para hacer. 
También encontramos personas que no clasifican bajo ninguna de estas clases sociales.
Las diferentes clases sociales se determinan por el nacimiento, las actividades, la naturaleza y las características de un ser humano.
Cuando la clase social es determinada solo en base al nacimiento, el propósito original se encuentra perdido y lleva a la discriminación.

## Purushartha en la Astrología Védica[4]
En la Astrología Védica, Jyotish, Purushartha se relaciona con las Casas Astrológicas también conocidas como Bhāva. Cada sector representa diferentes aspectos de la vida humana y sus objetivos. La Carta Natal o Kundalini se divide en 4 cuadrantes. El 1er cuadrante es el asociado al YO SOY y abarca desde la 1era a la 4ta Bhava.  
La 1era Bhava corresponde al Dharma, el propósito de vida único y personal que solo el nativo puede cumplir. Esta Casa es el dominio del "Yo Soy", donde se establece la identidad individual y se busca el camino moral y ético que guiará las acciones a lo largo de la vida.
La 2da Bhava corresponde a Artha, se centra en las realizaciones materiales y la prosperidad. Aquí es donde se busca la seguridad financiera y el éxito material para sustentar la vida y lograr la estabilidad económica. Es el lugar donde se cultivan las habilidades y se busca la acumulación de recursos para garantizar la comodidad y el bienestar material.
La 3er Bhava corresponde a Kāma, está relacionada con los deseos y anhelos. Aquí es donde nacen los deseos en la mente, influenciados por la información y las experiencias que uno ha acumulado a lo largo de la vida. Se plantea la pregunta crucial: ¿nuestros deseos son genuinos y propios, o son el resultado de la influencia externa y social? Esta casa invita a reflexionar sobre la autenticidad de nuestros deseos y a discernir entre lo que realmente queremos y lo que se nos ha inculcado.
La 4ta Bhava corresponde al Moksha y marca el final del ciclo de vida y se asocia con la liberación espiritual y el descanso final. Aquí es donde abandonamos nuestro hogar terrenal para formar un nuevo hogar espiritual y trascender las limitaciones del mundo físico. Esta Casa nos recuerda la naturaleza transitoria de la vida material y nos invita a buscar la paz interior y la realización espiritual como el verdadero propósito último de la existencia. 
El 2do Cuadrante de la Carta Natal o Bhava Chakra va desde el 5ta hasta el 7ma Bhava (sector) y cada una se asocia con un Purushartha. Este Cuadrante representa la extensión de lo que somos.  
Ahora iniciamos el Cuadrante del Otro y el 1er Purushartha que es Dharma, se asocia con la 5ta Bhava en Jyotish. Esta zona, conocida como el sector de los hijos, pertenece al grupo de Casas de Fuego (Trikona Bhava) que también incluye la 1era y la 9na Bhava. Aquí se nos recuerda que al igual que cada individuo esta llamado a cumplir con su propio Dharma, solo cada uno puede engendrar a sus hijos. Criar, educar y sostener a los hijos se considera un deber fundamental que corresponde a cada padre y madre y esto es Dharma.
En contraste, la 6ta Bhava se relaciona con Artha, la búsqueda de riqueza y realización a través de la actividad laboral. Es el área donde dedicamos nuestro tiempo y energía al trabajo para obtener un salario y asegurar nuestra subsistencia. Aquí hacemos el trabajo personal de cuidar nuestro cuerpo y cultivar nuestras acciones, pero también realizamos actividades para otros. Esta es la Casa del Servicio remunerado. Esta zona nos recuerda que la realización material y financiera está estrechamente vinculada a nuestra capacidad para desempeñarnos en el ámbito laboral y obtener los recursos necesarios para nuestra vida cotidiana. Las Casas de Tierra son zonas asociadas a Artha. 
La 7ma Bhava, por otro lado, representa Kama, los deseos y motivaciones que nos impulsan hacia la búsqueda de nuestros objetivos y la satisfacción. Esta zona se asocia tradicionalmente con la esposa y las relaciones interpersonales, ya que estas son áreas de nuestra vida que a menudo están impulsadas por deseos. En este sector buscamos la conexión emocional y la realización a través de nuestras relaciones más íntimas. Las Casas de Aire se relacionan a Kama. 
La 8va Bhava se asocia al Moksha, nos lleva a una dimensión más psíquica y espiritual. Aquí es donde buscamos liberarnos de los residuos psicológicos y emocionales enterrados profundamente en nuestro psiquismo. Esta zona nos recuerda que la verdadera liberación y realización espiritual provienen de enfrentar y superar nuestros miedos, apegos y limitaciones mentales, permitiéndonos así alcanzar un estado de paz interior y trascendencia. Aquí nos debemos despojar del sentimiento de "esto es mío". Cuando ocurren crisis maritales, separaciones y divorcios, esta es la zona de demanda y pérdida, lo que nos lleva a concluir que nada es realmente nuestro. Las Casas de Agua se asocian a Moksha.
El 3er Cuadrante de la Carta Natal o Bhava Chakra va desde la 9na hasta el 12va Bhava (sector) y cada una se asocia con un Purushartha. Este es el Cuadrante de la Realización Material y Espiritual.  
Dharma se asocia a la 9na Bhava en Jyotish. Esta zona es considerada el sector de la mente y los estudios superiores. Aquí se busca el crecimiento personal y el cumplimiento de metas de vida en un nivel más elevado. Aquí es donde se fomenta la exploración de nuevas culturas, idiomas y conocimientos religiosos que proporcionan las herramientas necesarias para la realización personal y el desarrollo integral del individuo.
La 10ma Bhava se asocia con Artha. La riqueza y el éxito profesional que se derivan del estatus, la experiencia y el progreso en la carrera profesional. Esta zona representa el ámbito donde se busca el reconocimiento social y se trabaja arduamente para alcanzar la estabilidad financiera y el éxito en el mundo material.
La 11va Bhava se identifica como una zona de Kama, los deseos que surgen del amor universal y la influencia social. En este sector nos vemos influenciados por nuestros amigos, grupos sociales y figuras de autoridad. Aquí reside la motivación a perseguir deseos que representan un bien mayor, social y colectivo.
La 12va Bhava es considerada como la zona de Moksha. Esta zona indica liberación de los apegos mundanos y prácticas espirituales que nos conducen hacia la liberación del ciclo de nacimiento y muerte. Además, representa la liberación del cuerpo físico enfermo para reencarnar en uno sano y puro. La 12va Bhava también abarca rituales, ofrendas y prácticas espirituales. Todas estas prácticas nos ayudan en nuestro camino hacia la trascendencia espiritual y la realización última del ser.